# 3766 Junepatterson
3766 Junepatterson је астероид са средњом удаљеношћу од Сунца која износи 3,248 астрономских јединица (АЈ).
Апсолутна магнитуда астероида је 11,7.